# Alfredo Alaria
Alfredo Alaria, de nom complet Oscar Alfredo Alaria de Paula (Buenos Aires, 1 de gener de 1930 - ibídem, 25 d'agost de 1999), va ser un reconegut i controvertit actor, ballarí i coreògraf argentí. Va morir per una hemorràgia, després d'haver estat operat d'una hèrnia que el va mantenir reclòs en el seu domicili.

## Carrera artística
Va començar molt jove com a ballarí i coreògraf al cinema i en el teatre de revistes del seu país on el 1949 va arribar a ser primer ballarí del popular cantaor i ballador de la nit portenya Miguel de Molina i aviat es va encaminar cap a una reeixida carrera internacional.
Va muntar en Londres una opereta anomenada Carmen del viejo Buenos Aires, amb música de Lalo Schifrin, Waldo de los Ríos i seva pròpia, per a la qual va convocar a una ballarina de la Opera de París a la qual presentava amb el pèl curtíssim i uns cèrcols enormes. Va portar el seu art amb la seva atmosfera entre tènue i lluminosa per a realçar les línies de la bellesa femenina des de Suïssa, Itàlia, Anglaterra, França, Las Vegas i Hollywood -va treballar amb Frank Sinatra, Sammy Davis Jr., Cyd Charisse- fins a Atenes, Egipte i Israel conquistant als públics més dispars.
Alguns mesos després de debutar amb la seva pròpia companyia al teatre Casino de Buenos Aires el van convocar del Lido de París, on els seus directors li van dir: “La seva missió és imaginar bogeries i la nostra, realitzar-les”. I així va dissenyar la famosa cataracta, un vaixell que s'enfonsava, i l'escenari mig panoràmic.
En 1962 va presentar en Buenos Aires una versió molt comentada de la comèdia musical de Sixto Pondal Ríos, Nicolás Olivari i Mariano Mores, El otro yo de Marcela - en la versió fílmica del qual havia treballat el 1950.
El seu talent i dots per a l'espectacle va quedar registrat en obres com Las zapatillas coloradas (1952) i La muerte camina en la lluvia (1948). En 1962 va fer el guió i fou protagonista a Espanya de la pel·lícula Diferente una drama musical, dirigida per Luis María Delgado que va ser la primera que va abordar la temàtica homosexual a aquest país.

## Definicions
Alfredo Alaria es va definir com:
| « | «...un home tímid al qual la sort va voler que li passessin moltes coses.» | » |

Sobre la seva vida va dir::
| « | «Va ser una lluita constant, perquè com dia a dia creixien les meves responsabilitats, em vaig lliurar sense treva a la meva professió, però no va ser fàcil. Durant més de trenta anys em vaig dedicar a treballar, li vaig robar hores al meu descans i no vaig conèixer els moments d'oci o esplai. L'èxit té a vegades aquest preu tan alt.» | » |

El seu concepte de la coreografia moderna era:
| « | «Ha d'expressar alguna cosa i fer-li-ho sentir al públic, com en la pintura o en qualsevol altra manifestació artística i sempre hem de distingir que existeixen dues classes de coreografies, les de farciment i les que atreuen, les que tenen força de taquilla perquè diuen una cosa superior. La moderna és més un art de direcció, de llums i d'efectes, i no de passos, normes, estils i disciplina. Jo no em va especialitzar en res, sinó que procuro fer de tot.» | » |

## Filmografia
Actor
- Agáchate, que disparan (1969)
- Diferente (1962) … Alfredo
- Mi viudo y yo (1954)
- Las zapatillas coloradas (1952)
- La doctora Castañuelas (1950)
- El otro yo de Marcela (1950)
- Hoy canto para ti (1950)
- La serpiente de cascabel (1948)
- La locura de don Juan (1948)
- La hostería del caballito blanco (1948)
- La muerte camina en la lluvia (1948) …Jove en la prova de màgia
- Albéniz (1947)
- La copla de la Dolores (1947)
- Rosa de América (1946) …Extra
- Sucedió en Damasco (1943)

Coreografia
- Como dos gotas de agua (1964)
- Mi último tango (1960) (col·laborador)
- Mi viudo y yo (1954)
- Las zapatillas coloradas (1952)
- El otro yo de Marcela (1950)
- Hoy canto para ti (1950)

Musicalització
- Como dos gotas de agua  (1964) (peça "Lección de clásico", com a Óscar de Paula)

Guionista
- Diferente (1962)

Film d'arxiu
- Pablo G. del Amo, un montador de ilusiones (2005) … Alfredo